# Styrax rugosus
Styrax rugosus är en storaxväxtart som beskrevs av Wilhelm Sulpiz Kurz. Styrax rugosus ingår i släktet Styrax och familjen storaxväxter. Inga underarter finns listade i Catalogue of Life.